# Alphonse Monchablon

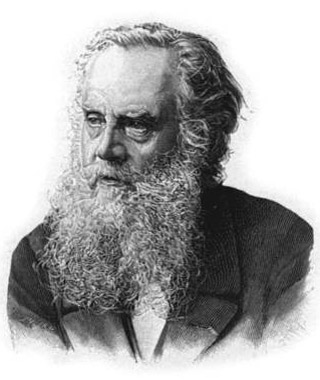
Monchablon por un artista desconocido (c.1900)

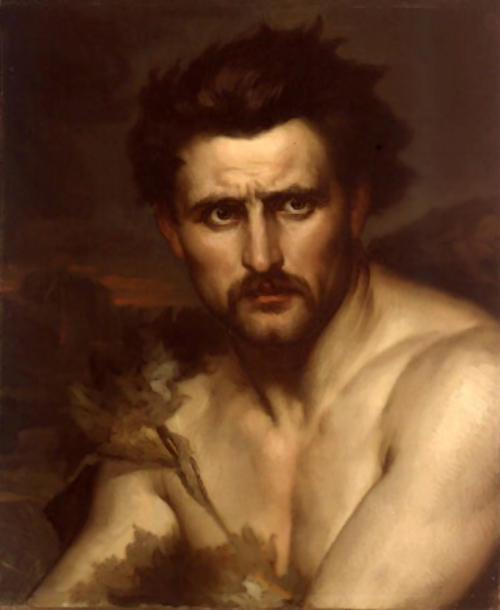
Terror (retrato de Caín)

Xavier-Alphonse Monchablon (12 de junio de 1835, en Avillers-30 de enero de 1907, en París) fue un pintor de historia y retrato francés al estilo académico. Estaba lejanamente relacionado con el pintor más popular, Jan Monchablon. 

## Biografía
Su padre era maestro y artista aficionado, quien le dio algunas de sus primeras lecciones. También fue aprendiz de un litógrafo en Mirecourt. En 1856, se matriculó en la École des Beaux-arts, donde estudió con Sébastien Cornu (1804-1870) y Charles Gleyre. Alcanzó el segundo lugar en el Premio de Roma en 1862 y, al año siguiente, quedó empatado en el primer lugar con su pintura de José al ser reconocido por sus hermanos.  
Debutó en el Salón en 1866. A lo largo de su vida, exhibió ampliamente y recibió varias medallas, incluida una medalla de oro en la Exposición Universal de París (1900). También creó numerosos frescos religiosos; especialmente los de la cripta de la «Basilique du Bois Chênu» en Domrémy-la-Pucelle, el seminario en Angers y la capilla Eudista en Versalles. 

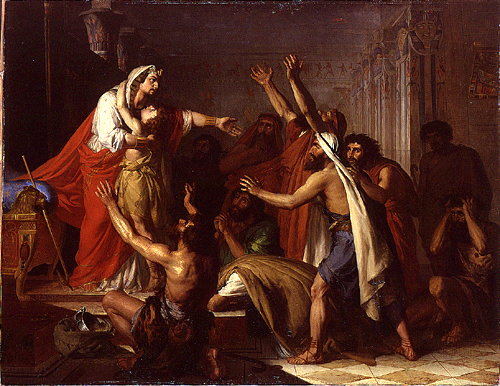
José siendo reconocido por sus hermanos.

Además, ejecutó un mural llamado «Glorias de Lorena» para el anfiteatro de la Facultad de Letras de la Universidad de Lorena en Nancy. Este mural se hizo en respuesta a la anexión alemana de la mayor parte de Alsacia-Lorena en 1871. 
Entre sus retratos más conocidos están los del primer ministro Louis Buffet, el explorador Pierre Savorgnan de Brazza y el escultor Ernest-Eugène Hiolle. También es conocido por un grabado ampliamente distribuido de Victor Hugo. 
Se convirtió en Caballero de la Legión de Honor en 1897 Su hijo Édouard Monchablon ganó el Premio de Roma en 1903. Su hija, Gabrielle, se casó con el flautista Louis Fleury y fue una pianista de concierto de éxito moderado.

## Otras lecturas
- Jean-François Michel, "Xavier-Alphonse Monchablon" en Les Vosgiens célèbres. Dictionnaire biographique illustré, Albert Ronsin (ed.) Éditions Gérard Louis, Vagney, 1990 ISBN 2-907016-09-1

- Datos: Q2839915
- Multimedia: Xavier-Alphonse Monchablon / Q2839915